# Stadion Miejski w Głogówku
Stadion Miejski – wielofunkcyjny stadion w Głogówku, w Polsce. Obiekt może pomieścić 2000 widzów. Swoje spotkania rozgrywają na nim piłkarze klubu Fortuna Głogówek oraz piłkarki zespołu Rolnik Biedrzychowice-Głogówek.